# The Jam Collection
The Jam Collection — живий альбом англійської групи The Jam, який був випущений 22 жовтня 1996 року.

## Композиції
1. Away from the Numbers — 4:02
2. I Got By in Time — 2:05
3. I Need You (For Someone) — 2:40
4. To Be Someone (Didn't We Have a Nice Time) — 2:28
5. Mr. Clean — 3:27
6. English Rose — 2:46
7. In The Crowd — 3:17
8. It's Too Bad — 2:34
9. The Butterfly Collector — 3:08
10. Thick as Thieves — 3:37
11. Private Hell" — 3:46
12. Wasteland — 2:50
13. Burning Sky — 3:26
14. Saturday's Kids — 2:51
15. Liza Radley — 2:27
16. Pretty Green — 2:34
17. Monday — 2:57
18. Man in the Corner Shop — 3:11
19. Boy About Town — 1:55
20. Tales from the Riverbank — 3:32
21. Ghosts — 2:10
22. Just Who Is the 5 O'Clock Hero? — 2:13
23. Carnation — 3:24
24. The Great Depression — 2:51
25. Shopping — 3:23

## Учасники запису
- Пол Веллер — вокал, гітара, клавішні
- Брюс Фокстон — бас
- Рік Баклер — ударні